# Sjábttjakjávrre
Sjábttjakjávrre, enligt tidigare ortografi Sjabtjakjaure, är en sjö i Jokkmokks kommun i Lappland och ingår i Luleälvens huvudavrinningsområde. Sjön är 22 meter djup, har en yta på 0,915 kvadratkilometer och befinner sig 494 meter över havet. Sjábttjakjávrre ligger i Kvikkjokk-Kabla fjällurskog Natura 2000-område. Sjön avvattnas av vattendraget Rittakjåhkå.

## Delavrinningsområde
Sjabtjakjaure ingår i det delavrinningsområde (743829-159350) som SMHI kallar för Utloppet av Sjabtjakjaure. Medelhöjden är 746 meter över havet och ytan är 12,51 kvadratkilometer. Räknas de 4 avrinningsområdena uppströms in blir den ackumulerade arean 52,14 kvadratkilometer. Rittakjåkkå som avvattnar avrinningsområdet har biflödesordning 4, vilket innebär att vattnet flödar genom totalt 4 vattendrag innan det når havet efter 303 kilometer. Avrinningsområdet består mestadels av skog (45 procent) och kalfjäll (48 procent). Avrinningsområdet har 0,91 kvadratkilometer vattenytor vilket ger det en sjöprocent på 7,3 procent.

## Vandringsleder
Kungsleden mellan Kvikkjokk och Sáltoluokta passerar längs Sjábttjakjávrres västra sida och STF har Pårtestugan vid sjöns norra ände.

## Galleri

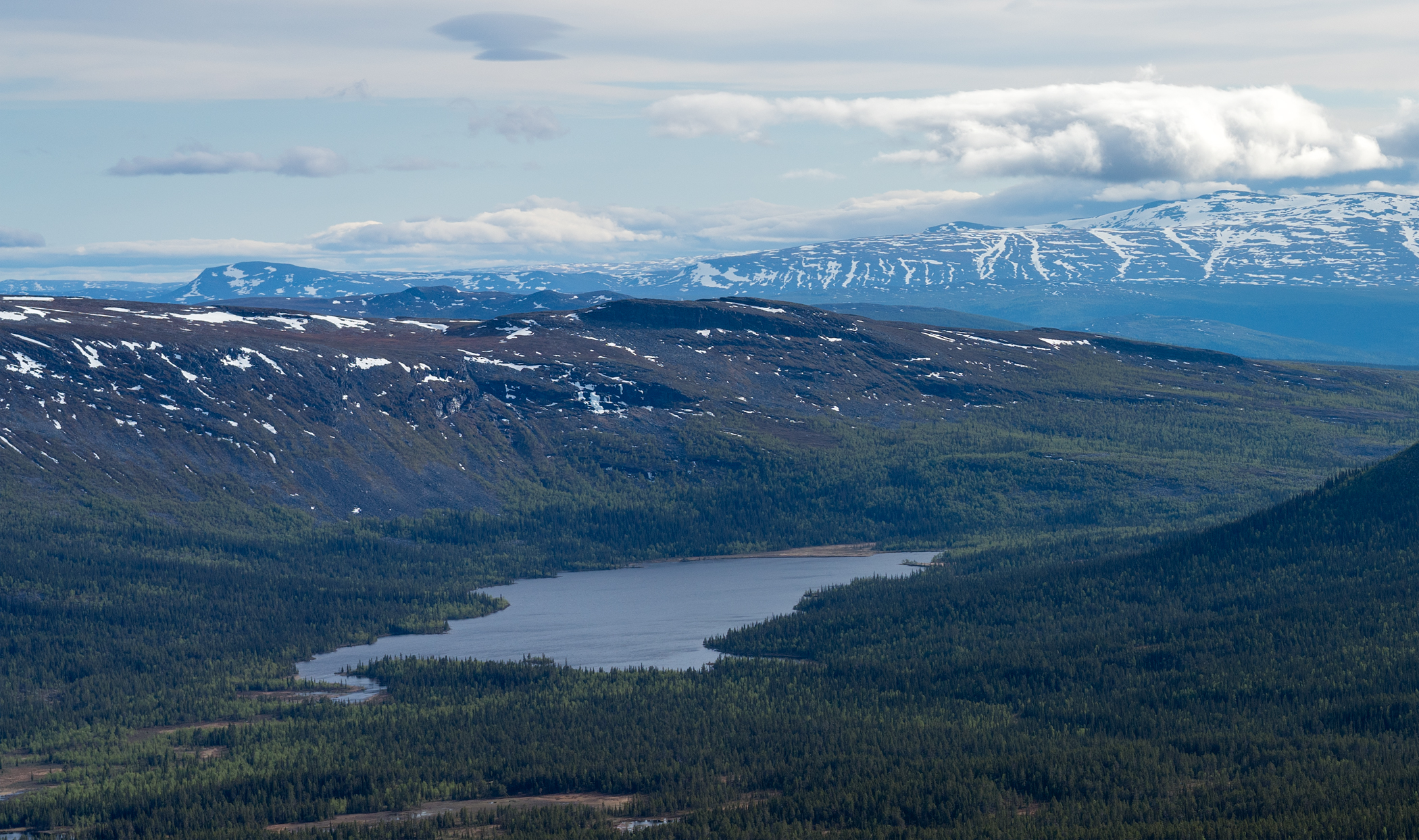
Sjábttjakjávrre - vy från Favnoajvve.
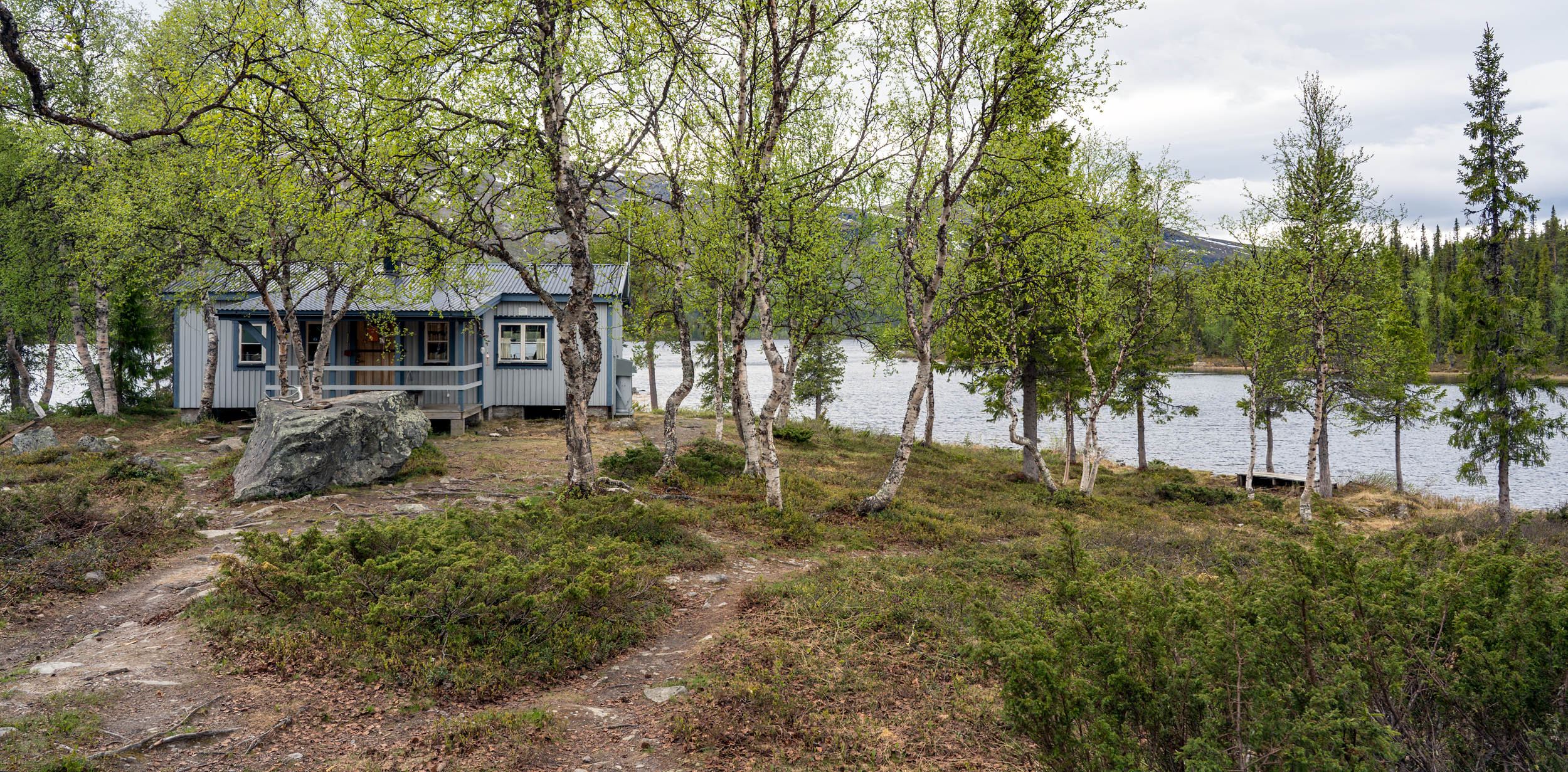
Sjábttjakjávrre. Pårtestugan (STF) ligger på en udde i sjön.